# Лекун, Ян
Ян Лекун (англ. Yann LeCun) — французский и американский учёный в области информатики, основные сферы деятельности — машинное обучение, компьютерное зрение, мобильная робототехника и вычислительная нейробиология. Известен работами по применению нейросетей к задачам оптического распознавания символов и машинного зрения. Один из основных создателей технологии сжатия изображений DjVu (совместно с Леоном Боту и Патриком Хаффнером). Вместе с Леоном Боту создал язык программирования Lush.
Лауреат премии Тьюринга (2018, совместно с Бенжио и Хинтоном за формирование направления глубокого обучения).
Получил докторскую степень по информатике в Университете Пьера и Марии Кюри в 1987 году. В 1988 году начал работать в AT&T Bell Laboratories, где разработал серию методов машинного обучения, в том числе свёрточные нейронные сети. В 1996 году перешёл в исследовательский центр AT&T Labs, где работал над технологией сжатия изображений DjVu. С 2003 года работал в Нью-Йоркском университете. В декабре 2013 года возглавил лабораторию искусственного интеллекта Facebook в Нью-Йорке. По состоянию на 2022 год занимает в корпорации Meta должность вице-президента и ведущего исследователя искусственного интеллекта.